# Cryonie
Ne doit pas être confondu avec la cryogénie.

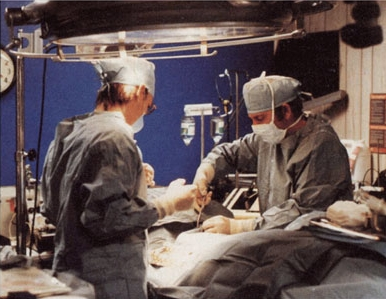
Des techniciens préparent un corps pour la cryoconservation, en 1985.

La cryonie ou cryogénisation (du grec κρύος kryos signifiant « froid ») est un procédé de cryoconservation (conservation à très basse température, typiquement −196 °C) de cadavres dans l'espoir que de futures avancées technologiques rendent possible de les ressusciter. Elle pourrait permettre dans le cas d'un patient souffrant d'une maladie incurable avec les moyens médicaux actuels d'attendre qu'un traitement soit finalement développé dans un avenir lointain.
Actuellement, la réanimation d'un corps cryogénisé n'a toujours pas été accomplie. Du fait de la toxicité des cryoconservateurs et de l'impossibilité de refroidir un corps entier à de telles températures sans sévèrement l'endommager, il n'est en effet actuellement pas possible de conserver plus de quelques cellules à de telles températures sans les endommager. Cependant, les pratiquants de la cryonie (ou cryonistes) espèrent que les avancées médicales permettront un jour de faire revenir à la vie des personnes cryogénisées ; plusieurs stratégies ont actuellement été envisagées sans aucune garantie qu'elles puissent être mises en pratique dans le futur.
La cryonie est vue avec scepticisme par la communauté scientifique, et n'est pas reconnue par les autorités médicales. En effet, l'efficacité même du processus actuel de cryonie et la possibilité de son inversion, même en utilisant des technologies suffisamment avancées, est remise en cause. La cryonie reste une pratique spéculative.
Une partie de la théorie de la cryonie repose sur le concept de mort informationnelle, théorie selon laquelle ce qui fait l'individualité d'une personne est codée dans son cerveau et qu'il est possible de faire revivre un individu tant que la mort informationnelle n'est pas advenue. Ce concept est différent de ceux reconnus par les autorités médicales, notablement la mort clinique et la mort légale.
Aux États-Unis, la cryonie ne peut être pratiquée qu'après la mort légale du patient, les individus cryonisés sont donc considérés comme légalement morts. Il est alors important pour les cryonistes que la cryonie soit effectuée peu de temps après la mort légale du patient. 
En France, la cryogénisation est interdite.

## Histoire
En 1962, le professeur Robert Ettinger publie le premier ouvrage sur la cryogenisation, The Prospect of Immortality (La perspective de l'immortalité). Selon lui, la cryogénisation permettrait à des malades d'attendre des avancées médicales suffisantes leur permettant d'être soignés. Il affirma que le processus de cryogénisation pourrait être inversé dans le futur. En 1976, Ettinger fonda Cryonics Institute, entreprise spécialisée dans le domaine de la cryonie.
En 1966 est créée l’Association Cryonics Française (A.C.F.) promouvant la cryogénisation en France,,.
En 1967, l'universitaire et médecin américain James Bedford est la première personne à avoir été cryogénisée. En 1972, est créée l'entreprise Alcor LEF, entreprise américaine de cryonie, c'est dans ses locaux qu'est conservé le corps de James Bedford.
Dans les années 1970, la Cryonics Society of California, dirigée par Robert Nelson, arriva à court d'argent, ne pouvant maintenir ses patients sous cryogénisation, Nelson fut poursuivi pour avoir laissé se décomposer neuf cadavres.
En 1971, D.R.Uhlmann étudie la vitrification de l'eau. En 1984, Jacques Dubochet et J.Lepault mettent au point une méthode efficace de vitrification des cellules.
En 2003, est créée l'entreprise KrioRus, entreprise russe de cryonie.
En 2016, près de 300 personnes étaient cryogénisées aux États-Unis et une cinquantaine en Russie. De plus, quelques milliers de personnes avaient prévu de se faire cryogéniser après leur mort.
En 2017, Jacques Dubochet, Joachim Frank et Richard Henderson reçoivent le prix Nobel de chimie pour leurs travaux sur la microscopie cryo-électronique permettant d'observer des cellules en les vitrifiant,.
Vers 2018, un procédé appelé vitrifixation ou aldehyde-stabilized cryopreservation est mis au point, mais selon des experts il manque la préservation du seuil d'excitabilité des synapses. L'urgence en 2024 est donc d'orienter les recherches vers la préservation du seuil d'excitabilité des synapses pendant la vitrifixation,,,,.

### France
En France, la cryogénisation est considérée comme interdite ; seuls deux modes de sépulture sont autorisés : l’inhumation et la crémation. Le premier cas de corps cryogénisés est le couple Martinot qui fera l'objet d'une longue procédure juridique entreprise par le fils Rémi Martinot. En 2006, une panne de caisson interrompt le processus avant que la Cour Européenne des Droits de l'Homme ne soit saisie, à la suite d'une décision négative du conseil d'état français,. Néanmoins, l'absence de texte juridique autorise d'expatrier le corps d'un défunt vers un pays où la cryogénisation est autorisé comme le cas du corps de Lise Leroy (décédée en 1999)  et de sa fille Joëlle Leroy (décédée en 2020) qui ont été transférés du territoire de la Réunion pour les Etats-Unis afin d'y être cryogénisés par Alcor Life Extension Foundation.

## Aspects biophysiques

### Endommagement des cellules lors de la congélation
La cryonie a été écartée par la communauté de cryobiologie. En effet, lors du procédé de congélation, des cristaux de glace se créent endommageant les cellules et structures cellulaires. En cryobiologie, il fait consensus que ces dommages détruisent les cellules.
Les cryonistes soutiennent que la portée de ces dégâts avait été exagérée. Il serait ainsi possible en injectant des cryoconservateurs chimiques (dans le passé du glycérol), d'inhiber la formation et la croissance des cristaux de glace, permettant ainsi à l'eau d'atteindre un état bien particulier de la matière : l'état vitreux.

### Vitrification
La vitrification est la transformation d'une substance en verre. L'eau vitrifiée est un état de l'eau caractérisé par l'absence de structure, les molécules ne se réarrangent pas comme dans le cas de la glace. Dans le cas de cellule, la vitrification de l'eau permet de les refroidir sans créer de cristaux de glace limitant ainsi les dommages qui leur sont infligés lors du refroidissement. La température à partir de laquelle l'eau atteint un état vitreux est appelé température de transition vitreuse (Tg). Cependant un tel état est difficile à obtenir car dans des conditions normales l'eau en se refroidissant se transformera en glace.
D'après D.R. Uhlmann (en), afin de vitrifier une épaisseur d'un micromètre d'eau, il faut refroidir le liquide à une température de 107 K/s. Une telle vitesse de refroidissement est complexe à atteindre même dans le cas d'une unique cellule, une procédure a cependant été développée dans les années 1980 permettant de vitrifier une cellule. Cette procédure nécessite une épaisseur assez faible de matériel biologique et peut échouer, ce qui rend difficile son utilisation pour la vitrification d'un organe voire d'un corps entier. D'après Jacques Dubochet, prix nobel de chimie 2017, « L’eau reste un grand mystère. Lorsque l’on comprendra ce qu’est la nature de notre eau vitrifiée, on aura fait de grands progrès en biologie, et on assistera sans doute à de nouveaux Prix Nobel. »
Selon les cryonistes (thanatopracteurs exerçant dans les instituts tel que KrioRus, Alcor LEF ou Cryonics Institute), l'état de vitrification est atteignable grâce à l'utilisation de substances anti-gel : les cryoconservateurs. Ainsi, les cryobiologistes Greg Fahy et Brian Wowk, de Twenty-First Century Medicine entreprise spécialisée dans la cryoconservation, auraient élaboré des cryoconservateurs permettant la vitrification de corps humains, aboutissant dans les années 2000 à la quasi-disparition de la formation de cristaux de glace dans le cerveau. Une autre solution vitrifiante, le CI-VM-1, aurait été élaborée par le Dr Yuri Pichugin, un chercheur ukrainien du Cryonics Institute, qui couplée à un système réfrigérant assisté par ordinateur permettant de s'assurer que le taux de refroidissement soit élevé au-dessus de Tg et faible en dessous, permettrait de réduire la création de fissures qui pourraient se produire à cause des contraintes thermiques.
Il existe cependant deux obstacles à l'utilisation de ces cryoconservateurs. D'une part, si l'irrigation corporelle n'est plus possible dans la totalité du corps, les produits conservateurs ne sont plus capables d'atteindre toutes les zones, ce qui conduirait à la formation de glace pendant le refroidissement ou le réchauffement. D'autre part les cryoconservateurs utilisés sont toxiques, c'est d'après les cryonistes ce qui empêche la résurrection de corps vitrifiés.
Certaines stratégies ont été développées par les cryonistes : réparer les dommages dus au refroidissement avant de réchauffer le cerveau, atténuer les dommages lors du réchauffement par l'ajout de cryoconservateurs lors de l'état solide, améliorer les procédés de décongélation ou encore réparer ou remplacer les protéines détruites par les cryoconservateurs. Sans pour autant permettre une résurrection d'un corps cryogénisé à l'heure actuelle.

### Procédure et prise en charge
Un des obstacles à la cryonie est la dégénérescence des organes à la mort du patient. En effet, dès que le cœur s'arrête le flot sanguin s'interrompt et l'endommagement ischémique survient. Privés d'apport en oxygène et en nutriments, les cellules, les tissus et les organes commencent à se détériorer. Si le cœur redémarre après un délai trop long d'inactivité, l'oxygène réintroduit peut causer encore plus d'endommagement à cause des contraintes oxydatives, connues sous le nom de lésions de reperfusion.
Ce sont pour ces raisons que les cryonistes insistent sur la nécessité de commencer la procédure de cryogénisation dès le constat de mort légale, permettant ainsi de préserver les organes encore biologiquement vivants, et peut-être même tout le corps du patient. En effet, dans les pays où elles sont autorisées, les opérations cryoniques ne peuvent pas être entreprises avant que la mort légale n'ait été déclarée.
Les cryonistes cherchent à minimiser les lésions de reperfusion et ischémiques en refroidissant le corps et en le plaçant sous support cardio-respiratoire dès l'annonce de la mort. Des produits anticoagulants, comme l'héparine, et des antioxydants peuvent également être injectés. Ainsi les personnes souhaitant être cryogénisées portent souvent un bracelet ou un collier qui décrit ces soins préparatoires en cas de mort subite ou accidentelle. « Ne pas autopsier, ne pas embaumer, injecter 50,000 unités d'héparine IV». Le corps est ensuite placé en suspension cryonique dans une sorte de sac de couchage inséré dans une boîte spécialement conçue, soumise à des vapeurs de glace sèche qui abaissent sa température jusqu’à −40 °C. Enfin la boîte est immergée dans un conteneur d’azote liquide à −196 °C.

### Résurrection
La résurrection nécessite la réparation des dommages dus au manque d'oxygène, à la toxicité des cryoconservateurs, aux contraintes thermiques, et aux cristaux de glace formés dans les tissus qui n'auront pas pu se vitrifier avec succès, tous ces problèmes rendent impossible la résurrection des corps cryogénisés à l'heure actuelle.
Les cryonistes pour y parvenir envisagent généralement l'utilisation d'organismes ou de machines microscopiques qui pourraient restaurer les structures cellulaires, si possible avant même de réchauffer le corps. Cependant l'existence à moyen ou long terme de telles techniques n'est pas assurée à l'heure actuelle.
De plus, suivant la théorie de la mort informationnelle, si les technologies permettant de régénérer voire de générer n'importe quelle partie du corps endommagée venaient à être développées, la survie dépendrait alors de la conservation de l'information dans le cerveau, qui doit pouvoir être suffisamment bien conservé pour permettre de restaurer l'identité du patient. Ainsi la technique du transfert d'esprit a été suggéré comme approche afin de ramener les morts à la vie.

### Neuroconservation
La neuroconservation est la cryoconservation du cerveau, généralement tête comprise, en séparant chirurgicalement celle-ci du reste du corps. Elle est l'un des deux choix proposés aux patients, l'autre impliquant la conservation du corps en entier.
La neuroconservation repose sur la théorie de la mort informationnelle, spécifiant que le cerveau est le principal réceptacle de la mémoire et de l'identité, et sur l'idée que si la technologie du futur était capable de réparer les dégâts de la cryonie et d'inverser le procédé, elle serait aussi probablement capable de régénérer le reste du corps autour d'un simple cerveau. En conséquence, il a également été suggéré que la résurrection impliquerait probablement de se débarrasser du reste du corps, trop endommagé par le procédé, et qu'il serait probablement plus simple d'en générer un nouveau plutôt que d'en réparer les dégâts.
De plus, la neuroconservation permet de diminuer les coûts de conservation par rapport à une prise en charge du corps entier,, de faciliter le transport et le stockage de l'individu, et de rendre la cryogénisation plus facile, n'ayant à cryogéniser qu'une partie du corps de l'individu et non le corps entier.
Environ les deux tiers des patients d'Alcor sont dans ce cas.

## Aspects juridiques

### Légalité de la pratique
En France, la cryonie est considérée comme un mode de sépulture et non comme un traitement médical. À ce titre, elle n'est pas tolérée car contrevenant à l'ordre public au même titre que l'embaumement (Conseil d'État, 6 janvier 2006, Martinot) relatif au cas du couple Raymond et Monique Martinot. Bien que la loi du 15 novembre 1887 donne le droit à chacun d'organiser comme il le souhaite ses propres funérailles, en pratique seules l'inhumation, la crémation ou le don du corps à la science sont autorisés.
Au Canada, dans la province de la Colombie-Britannique, la promotion de la cryonie est interdite, mais pas comme choix de fin de vie. Aux États-Unis, cette pratique est autorisée et est principalement délivrée par les fondations à but non lucratif Cryonics Institute et Alcor. Elle est également autorisée en Chine. Légalement, la cryonie n'est pas autorisée en Angleterre. 
En 2016, une jeune fille de 14 ans atteinte d'un cancer incurable est autorisée à quitter son pays pour être cryogénisée chez Cryonics Institute dans l'État du Michigan aux États-Unis. Dans une lettre adressée au juge, la jeune Britannique, demande à se voir accorder une chance de «vivre plus longtemps». D’un point de vue juridique, l’affaire ne portait pas tant sur la cryogénisation que sur un différend familial, ses parents, divorcés n’étant pas du même avis sur la question. L’opposition du père de l’adolescente, exprime des craintes quant au coût (43 000 euros, selon le «Times») et aux conséquences potentielles du projet en déclarant «Même si le traitement réussit et qu’elle est ramenée à la vie dans, disons, 200 ans, elle pourrait n’avoir aucun proche autour d’elle et ne se souvenir de rien». Le juge justifie sa décision en argumentant sur le respect des dernières volontés et les droits de la jeune fille, et non pour trancher sur la question de la cryogénisation. 

## Aspects économiques

### Industrie
Le marché industriel varie selon les lois en vigueur des pays. Néanmoins, les entreprises commerciales restent limités à travers le monde. Cette pratique étant interdite en France, seul l'Allemagne propose cette activité en Europe avec la start-up Tomorrow Bio fondé par un médecin Emil Kendziorra depuis 2019,. Au Etats-Unis, Alcor Life Extension Foundation  est l’une des plus importantes organisations de cryogénisation située à Phoenix, en Arizona qui propose des lois favorables pour cette activité commerciale fondé par Max More, philosophe de formation et Cryonics Institute (en) fondé par Robert Ettinger. Des options commerciales sont proposés comme par exemple la cryogénisation d'une partie du corps comme la tête seule ou le corps entier.  
Au Canada, le Groupe Magnus Poirier propose un service de cryogénisation à partir de 2015  et s'associe avec Cyronics Institute, installé à Détroit, pour le transport,. 
En Russie, l'entreprise KrioRus (en), fondé en 2005  propose la spécificité de ne congeler que le cerveau.  En Chine, Shandong Yinfeng Life Science Research Institute (en) en partenariat avec l’université Shandong et l’entreprise américaine Alcor Life Extension Foundation, procède à une première expérimentation en 2017 d'une patiente volontaire atteinte d'un cancer. La demande dans ce pays étant prometteuse du fait de la croyance forte de la nécessité de conserver le corps intact après la mort.

### Coût de la pratique
Le coût de la cryonie varie selon l'organisation et le service. En 2017, l'entreprise Alcor Life Extension Foundation   propose un tarif de 75 000 € environ pour la tête et 188 000 € pour le corps entier, transport inclus tandis que Cryonics Institute propose des prix plus attractifs : entre 26 000 € et 33 000 €, uniquement pour le corps entier, mais exclut le transport,.
À OregonCryo, le prix exclut le transport, et est de 36 000 $US. KrioRus annonce des tarifs « à partir de 26 000 € », 18 000 $US pour une neuropréservation et 36 000 $US pour une préservation du corps en entier.
Depuis janvier 2015 au Québec, le Groupe Magnus Poirier, l'un des plus grands centres funéraires du Canada, offre désormais la possibilité de récupérer le corps du défunt et d'effectuer la procédure de perfusion du CI-VM-1 et du transport du patient. Le coût varie entre 3000 et 5 000 $CDN. 
La plupart des organisations offrent une possibilité de remboursement si le membre décide ne plus vouloir se faire cryopréserver au moment de sa mort légale.

## Questionnement éthique

### Définition légale de la mort
La cryonie est basée sur la croyance que la mort est un processus pouvant être inversé en s'y prenant dans les minutes, voire les heures suivant la mort clinique. Si celle ci était rendue possible, elle remettrait en cause la définition légale de la mort de la même façon qu'à l'invention des procédures de réanimation modernes, le critère juridique de la mort n'est plus l'arrêt cardio-circulatoire, mais, en conformité avec les préconisations de l'Organisation mondiale de la santé (OMS), la mort cérébrale.
En 2005, eut lieu un débat sur l'éthique dans le journal médical Critical Care, qui publia que... « peu, sinon aucun des patients dont le décès est prononcé par des médecins d'aujourd'hui ne sont vraiment morts en prenant en compte des critères scientifiques rigoureux. »[réf. souhaitée]. Le philosophe Max More suggéra une distinction entre la mort associée aux circonstances et l'intention, par opposition à la mort en tant que phénomène irréversible[réf. souhaitée]. Le bioéthiste James Hughes écrivit que l'on accorderait de plus en plus de droits aux patients cryogénisés au fur et à mesure qu'on s'approcherait du but, tout en remarquant qu'il y a eu des cas où la mort légale a été remise en question par la découverte de personnes disparues présumées mortes[réf. souhaitée].
D'après ses partisans, la cryonie est perçue comme une anticipation scientifique ; la mort légale n'étant qu'un mécanisme la déclenchant, il serait possible de considérer la mort comme un long coma au pronostic incertain.

### Impact social
La pratique de la cryonie exige de nombreuses interventions sur la personne à cryogéniser. Cette manipulation des défunts peut être vue comme allant à l'encontre du respect des morts : c'est ainsi au nom de ce principe que la cryogénisation est interdite en France.
Le concept de cryonie fait également passer la mort d'un état permanent à un état transitoire. Les cryonistes préfèrent ainsi parler de patients plutôt que de cadavres. Les partisans de la cryonie rejettent généralement la notion de « ressusciter les morts » et prônent plutôt la cryonie comme une procédure médicale expérimentale permettant entre autres de garder en vie les plus grands personnages historiques et intellectuels du monde.
De plus, même si les connaissances scientifiques permettaient de faire revenir à la vie les personnes cryogénisées, rien ne garantit que la société à venir aura intérêt à s'occuper ou à ressusciter ces morts.

### Éthique scientifique
Bien que la cryonie de cellules soit énormément étudiée et que de nombreux articles scientifiques y fassent référence, en raison de son intérêt en microscopie, la cryonie humaine est un sujet bien plus polémique.
La plupart des recherches menées sur le sujet sont effectuées par les trois plus grosses entreprises de cryonie, Alcor, Cryonics Institute et KryoRus et ne sont que rarement publiées dans des revues scientifiques prestigieuses. Dès lors, il est possible de remettre en cause l'objectivité et les potentiels conflits d'intérêts de ces recherches. Il convient de rester prudent vis-à-vis des progrès annoncés par ces entreprises en profond décalage avec les recherches poursuivies sur la vitrification des cellules.
À l'inverse, le scepticisme de la communauté scientifique à l'égard de la cryonie limite son étude par des scientifiques n'étant pas liés à des entreprises spécialisées dans le domaine.

### Religion
Dans les religions monothéistes, la résurrection à partir du seul corps de l'individu y est généralement considérée comme impossible en raison de la perte de l'âme. Ainsi ils considèrent que Dieu seul a le pouvoir de ressusciter les morts, car il est le seul à pouvoir rendre son âme à un corps.
Les partisans de la cryonie objectent que le rejet théologique de faire revivre par cryonie du fait que celle-ci serait un rite funéraire n'est que sophisme : car, si c'était le cas, cela impliquerait que la résurrection par cryonie est nécessairement impossible, ce qui est impossible à démontrer, tandis que démontrer qu'il est possible de les ramener à la vie validera le point de vue que les patients cryonisés peuvent être guéris et ne sont donc pas morts.
Alcor fit publier une défense chrétienne vigoureuse de la cryonie, incluant des extraits d'un sermon du révérend luthérien Kay Glaesner[réf. souhaitée]. Le chrétien apologiste John Warwick Montgomery prit également la défense de la cryonie[réf. souhaitée].

## Cryogénisés célèbres
Le patient cryonisé le plus célèbre est probablement le joueur de baseball Ted Williams.
Timothy Leary, un partisan de longue date de la cryonie, entreprit des démarches pour se faire cryoniser, mais changea d'avis peu avant sa mort. Robert Heinlein, qui était un enthousiaste du concept, fut également incinéré et ses cendres dispersées dans l'océan Pacifique.
La rumeur disant que Walt Disney serait cryonisé est fausse, celui-ci ayant été incinéré et ses cendres placées au Forest Lawn Memorial Park Cemetery à Los Angeles.

## Fictions et documentaires
La cryonie est couramment utilisée dans les œuvres de science-fiction pour maintenir en vie les astronautes pendant un très long vol spatial ; ou encore, transposer les personnages à des époques plus futuristes que la leur et parfois, des civilisations très éloignées voire anticipatoires : c'est la biostase.

### Littérature
Dans le roman Jack Barron et l'Éternité de Norman Spinrad, l'un des protagonistes dirige une Fondation pour l'Immortalité Humaine et propose de cryogéniser des patients en attendant que la science découvre le secret de l'immortalité.
Le roman L'Horizon à l'envers de Marc Levy, sorti en février 2016, est basé sur une histoire vraie d'une jeune femme atteinte d'une maladie incurable et qui opte pour la cryogénisation.
Le roman Zéro K de Don DeLillo paru en 2016 est l'histoire d'un millionnaire qui fait appel à la cryonie pour son épouse atteinte d'une maladie incurable.
Le roman Morte en mémoire vive de Peter James, sorti en français en 1996, a pour thème principal la cryonisation et la sauvegarde de la conscience humaine dans un ordinateur.
Le roman Atom[KA] de Franck Thilliez, publié en 2011, dans lequel les deux protagonistes découvrent, lors d'une enquête policière les amenant en Russie, le processus de cryogénisation dans un centre de retraitement des déchets nucléaires.
Chez DC, l'ennemi de Batman Mr Freeze cryonise sa femme Nora dans l'espoir de trouver un remède à sa maladie 

### Audiovisuel

#### Cinéma
- Hibernatus (1969) d'Édouard Molinaro raconte l'histoire d'un individu congelé vivant et réanimé 65 ans après ;
- Aliens, le retour (1986) de James Cameron avec Sigourney Weaver, Ellen Ripley hiberne en biostase pendant 57 ans dans l'espace ;
- California Man (1992) de Les Mayfield, avec Sean Astin et Brendan Fraser : deux amis lycéens d’Encino, Californie, découvrent un homme des cavernes prisonnier de la glace depuis sa propre époque mais toujours vivant, qui s’en réveille lors de sa fonte ;
- Forever Young (1992) avec Mel Gibson ;
- Demolition Man (1993), avec Sylvester Stallone, Wesley Snipes et Sandra Bullock : le policier John Spartan et son pire ennemi, le criminel Simon Phoenix, sont condamnés en 1996 à une cryogénisation carcérale et réveillés en 2032 dans une version anticipatoire contre-utopique de ce que fut Los Angeles ;
- Ouvre les yeux (Abre Los Ojos, 1997) d'Alejandro Amenábar et son remake Vanilla Sky (2001) avec Tom Cruise et Cameron Diaz (Penélope Cruz jouant dans les deux films)
- Austin Powers 2 (1999). Réalisateur : Jay Roach ;
- Resident Evil: Apocalypse (2004), de la série d’adaptations cinématographiques de science-fiction horrifique américaine de la franchise vidéoludique éponyme, réalisée par Alexander Witt : Alice Prospero a été transpercée par un bâton métallique en essayant de protéger une petite fille et, présumée morte, sera sauvée par la cryogénisation ;
- Idiocracy (2006), avec Luke Wilson et Maya Rudolph : un fonctionnaire médiocre de l’armée américaine devient sujet d’un programme de cryonie, et se réveille à l’époque d’une société dystopique où le niveau anthropologique moyen (et plus particulièrement, intellectuel) a régressé bien en-dessous du sien ;
- Sujet N°2 (Subject Two) (en) (2006), de Philip Chidel avec Christian Oliver, Dean Stapleton et Courtney Mace : le docteur Vick se livre à une expérience de cryonie sur Adam Schmidt, un étudiant de médecine qui vient d'échouer son examen ;
- Avatar (2009) de James Cameron : les hommes quittant la Terre pour se rendre sur Pandora sont cryogénisés durant le voyage (d'une durée de 6 ans) ;
- Captain America : Le Soldat de l'hiver (2014) de Anthony et Joe Russo.
- Interstellar (2014) : des astronomes sont cryogénisés dans des capsules d'hibernation à la manière du film Passengers.
- Passengers de Morten Tyldum (2016) : Jim Preston et Aurora Lane se font cryogéniser dans des capsules d'hibernation à bord du Starship Avalon. Ils doivent attendre 120 ans avant de rejoindre une nouvelle planète Homestead II. Mais Jim se réveille 90 ans trop tôt...
- Realive (Proyecto Lazaro) (2016) de Mateo Gil, avec Oona Chaplin ;
- Seven Sisters de Tommy Wirkola (2017) : à la suite d'une politique de l'enfant unique les enfants surnuméraires sont récupérés pour être cryogénisés en attendant d'être réveillés quand le monde pourra les accueillir décemment.

#### Série audiovisuelle et téléfilm
- Futurama est une série animée créée par Matt Groening (créateur de la série Les Simpson), racontant l'histoire d'un livreur de pizza new-yorkais cryogénisé par erreur en 2000 et réveillé en l'an 2999, où il retrouve un nouveau monde dans lequel Humains, extra-terrestres et robots cohabitent ;
- L'Adorable Femme des neiges (2003), un téléfilm français de 2003 réalisé par Jean-Marc Vervoort ;
- Le quatrième épisode de la troisième saison de la série télévisée policière Castle (2011) a pour sujet un couple qui se fait cryogéniser dans l'espoir de vivre dans le futur un amour éternel, et les problèmes juridiques que pose la préservation de leurs corps vis-à-vis des nécessités médico-légales de l'enquête ;
- The 100 de Jason Rothenberg : dans le dernier épisode la saison 5, Clarke et ses amis décident de se cryogéniser à bord de l'Eligius III le temps que la Terre redevienne habitable après que McCreary ait lancé un missile nucléaire sur cette dernière. Ils resteront ainsi 125 ans jusqu'au réveil de Clarke et Bellamy par Jordan, le fils de Monty et Harper.

#### Vidéoludique
- Dans les jeux vidéo Resident Evil: Code Veronica sorti en 2000 et la refonte de Resident Evil 2 et Code Veronica Resident Evil: The Darkside Chronicles, sortie en 2009. Alexia Ashford, fille aînée de Edward Ashford, s'injecte le virus T-Veronica et doit être cryogénisée pendant 15 ans pour que celui-ci se développe totalement dans son corps sans que sa conscience en perde le contrôle ;
- Dans l'univers de la saga de jeux vidéo Halo, la cryogénisation est utilisée pour préserver l'équipage durant les voyages interstellaires ;
- Dans le jeu vidéo Fallout 4 sorti en 2016, dans un environnement d'annihilation nucléaire totale, le protagoniste et sa famille se retrouvent cryogénisés pendant plus de 200 ans en raison des expérimentations douteuses de la société Vault-Tec.

#### Documentaire et reportage
- François Paradis (2009) avec François Paradis. Émission d'information hebdomadaire qui porte le nom de l'animateur Canadien avec comme sujet le 5 novembre 2009, la cryogénisation (cryonie).
- Avenirs Possibles (2009) avec Chantal Lamarre. Épisode documentaire sur la cryogénisation, l'immortalité possible et les avancements technologiques. Cette émission fût diffusée le 6 novembre 2009 à Télé-Québec et sur TV5 Canada.
- Les Francs-tireurs (2015) avec Benoît Dutrizac. Reportage télé qui démasque les tabous, explore de nouveaux courants, fouille des cas insolites et scrute les dossiers chauds à la loupe. Épisode 432 consacré à la cryonie, Benoit Dutrizac visite les installations du Cryonics Institute, en banlieue de Detroit au Michigan. C’est là que reposent une centaine de « patients », tous congelés après leur mort dans l’espoir de revenir à la vie grâce aux progrès de la science.
- Radio X (2015) avec Fred Gagné & Simon Tremblay. Émission d'information hebdomadaire à la radio Québécoise (Saguenay) avec comme sujet le 13 janvier 2015, la cryogénisation (cryonie).
- Denis Levesque (2015) avec Denis Lévesque. Émission d'information hebdomadaire qui porte le nom de l'animateur Canadien avec comme sujet le 19 janvier 2015, la cryogénisation (cryonie).
- Télématin (17 octobre 2015) avec William Leymergie. Segment sur la cryonie (cryogénisation), du Cryonics Institute et d'Organovo avec la participation du journaliste Jacques Cardoze.
- Radio X (2016) avec Richard Martineau. Émission d'information hebdomadaire à la radio Québécoise qui porte le nom de l'animateur Canadien avec comme sujet le 22 janvier 2016, la cryogénisation (cryonie).
- France Culture (2016) avec Xavier Martinet. Émission d'information sur la science qui porte le nom, La Méthode Scientifique. Sujet du 24 novembre 2016, un segment sur la cryogénisation, le Cryonics Institute et la jeune Anglaise de 14 ans qui a reçu l'autorisation de la Haute Cour de Londres d'être préservée à la suite d'un litige qui opposait les parents de l'adolescente.
- Denis Levesque (2016) avec Denis Lévesque. Émission d'information hebdomadaire qui porte le nom de l'animateur Canadien avec comme sujet le 21 novembre 2016, la cryogénisation (cryonie).
- Ici Radio-Canada (2016) avec Daniel Blanchette-Pelletier. Émission d'information diffusée sur Radio-Canada disponible partout dans le monde. Sujet du 24 novembre 2016, un segment sur la cryogénisation, le Cryonics Institute et la jeune Anglaise de 14 ans qui a reçu l'autorisation de la Haute Cour de Londres d'être préservée à la suite d'un litige qui opposait les parents de l'adolescente.
- Les Franco-Québécois Magali & Stéphan Beauregard, membres en règle de Cryonics Institute, ont fait depuis 2005 et font toujours en 2024 de nombreux reportages radios et télévisions concernant la cryonie autant en France qu'au Canada.

Stéphan Beauregard a été élu comme nouveau directeur du Cryonics Institute, au Michigan, le 9 septembre 2014. Il devient le second Canadien à être nommé à cette fonction après Benjamin Best.

#### Ouvrages de référence
- Alan Harrington, The Immortalist, Celestial Arts (1969), 233p.
- Céline Lafontaine, La Société post-mortelle, Seuil (2008), 243p.  (ISBN 978-2-02-085953-0)
- Claude Broussouloux (docteur), La Mort en sursis, Tchou, (1978), 187p.
- Cryonics News, édition 2012, No 1 au No 8, avril 1967 - février 1969  (ISSN 2257-8986)
- Guillaume (docteur), Principes et Fondements de la Survie Physique par la Méthode de l’Animation Suspendue, Perret Gentil éditeur - Genève et Cryonics Nouvelles No 7, septembre-octobre-novembre 1968, 29p.
- Jérôme Michel, L’Affaire Martinot ou Prométhée congelé (Le Juge, La Mort et le Rêve d’Immortalité), LGDJ Lextenso Editions (2015), 113p.  (ISBN 978-2-275-04723-2)

- K. Eric Drexler, Engins de créations, Vuibert (2006), 342p.  (ISBN 2711748537)
- Louis-Vincent Thomas (prof.), Les chairs de la mort, Institut d’Edition Sanofi- Synthélabo, (2000), 572p.
- Marcel de Lacroix-Herpin (docteur), L’Oiseau final, La Pensée universelle (1974) préfacé par Henri Laborit
- Marina Maestrutti, Imaginaires des nanotechnologies, Vuibert (2011), 261p.  (ISBN 978-2-311-00475-5)
- Miroslav Radman (Prof.), Au-delà de nos limites biologiques, Plon, (2011), 167p.  (ISBN 978-2-259-21107-9)
- Pierre Boutron, Arrêtons de vieillir, Thierry Souccar Editions, 2007, 303p.  (ISBN 978-2-916878-00-3)

- Ray Kurzweil and Dr Terry Grossman, Serons-nous immortels ?, Dunod, coll. « Quai des sciences » (2006), 526p.  (ISBN 2 10 049419 8)
- Robert Charroux , Mystérieux inconnu, (1969)
- Robert C.W. Ettinger, L’Homme est-il immortel ?, Denoël (1964), préfacé par Jean Rostand de l’Académie française, 246p.
- Xavier Labbée, Condition juridique du corps humain, Presses universitaires du Septentrion, coll. « droit/manuels » (2012), 447p.  (ISBN 978-2-7574-0409-6)
- Xavier Labbée, L’homme augmenté face au droit, Presses universitaires du Septentrion (2015), 246p  (ISBN 978-2-7574-0951-0)